# La Karavelo
La Karavelo (în română: "Caravela") este, potrivit subtitlului său, o "Revistă literară esperantistă de literatură portugheză", dar de fapt este o publicație generală de cultură, în limba esperanto. Revista a fost fondată de João José Santos (Ĝoano) în orașul portughez Estremoz în octombrie 2007. Revista apare de șase ori pe an, mai întâi în  Internet și apoi pe hârtie. La această revistă colaborează esperantiști cunoscuți în toată lumea. În paginile ei apar articole de istorie, traduceri din autori cunoscuți, mai ales de limbă portugheză dar nu numai, precum și scrieri originale: poeme, povestiri etc. Numele revistei omagiază caravela, cunoscut tip de corabie inventat și folosit de portughezi în secolele 15 și 16, care a jucat un rol important pentru descoperirea de locuri necunoscute europenilor din vremea aceea.

## Citiți La Karavelo
Gratuit sub formă de PDF luând din Internet toate numerele
aici: La Esperanta Gazetejo Arhivat în 10 noiembrie 2008, la Wayback Machine.
sau aici: Retejo de La Karavelo Arhivat în 15 decembrie 2016, la Wayback Machine.
În versiunea pe hârtie, comandând la adresa lakaravelo@gmail.com

## Observații
Semnul "La Barko" (în română: "Barca") marchează articolele cele mai ușoare din punct de vedere al limbii.
La Barko: Articolele care sunt însoțite de imaginea alăturată sunt cele mai ușoare pentru începători. Folosiți-le pentru a vă îmbunătăți nivelul de limbă sau pe acela al elevilor dumneavoastră. Cuvintele folosite în articolele astfel marcate vor fi explicate numai dacă ele nu apar în Reta Vortaro: http://www.reta-vortaro.de/revo/
Responsabilitate: Pentru fiecare articol original sau tradus, autorul respectiv este răspunzător de toate problemele legate de conținut, gramatică, stil și vocabular. 
Pentru orbi: Vă invităm să colaborați pentru a îmbunătăți condițiile de lectură a revistei La Karavelo de către orbi. Site-ul revistei LK are o pagină pentru orbi vorbitori de portugheză care sunt interesați de esperanto, la adresa: http://www.lakaravelo.com/cegos.html Arhivat în 29 august 2009, la Wayback Machine.
Reproducerea sau traducerea textelor din La Karavelo: Doar după obținerea permisiunii scrise a directorului revistei LK, fără schimbări și indicând sursa: Exemplu: «Din revista La Karavelo, nr. 9». Trimiteți o copie la revista LK.
Colaboratori: La Karavelo are nevoie de colaboratori în multe domenii. Dacă apreciați revista și publicațiile noastre, scrieți la LK, pentru colaborare în colectivul de redacție. 
Cărțile pentru recenzii trebuie trimise la adresa revistei LK.

## Catalogare
ISSN: 1647-3353
Depunere legală la “Biblioteca Nacional de Portugal”: 301472/09
La Karavelo apare de șase ori pe an sub formă de PDF, de șase ori pe an ca revistă de hârtie și o dată pe an în volum de hârtie. 